# Galeria Chwały Polskiej Ekonomii
Die Aufnahme in die Galeria Chwały Polskiej Ekonomii ist eine bedeutende Auszeichnung für polnische Ökonomen.

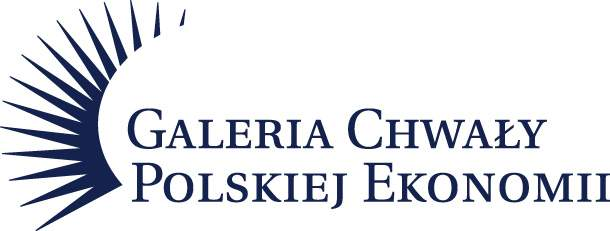
Logo der Auszeichnung

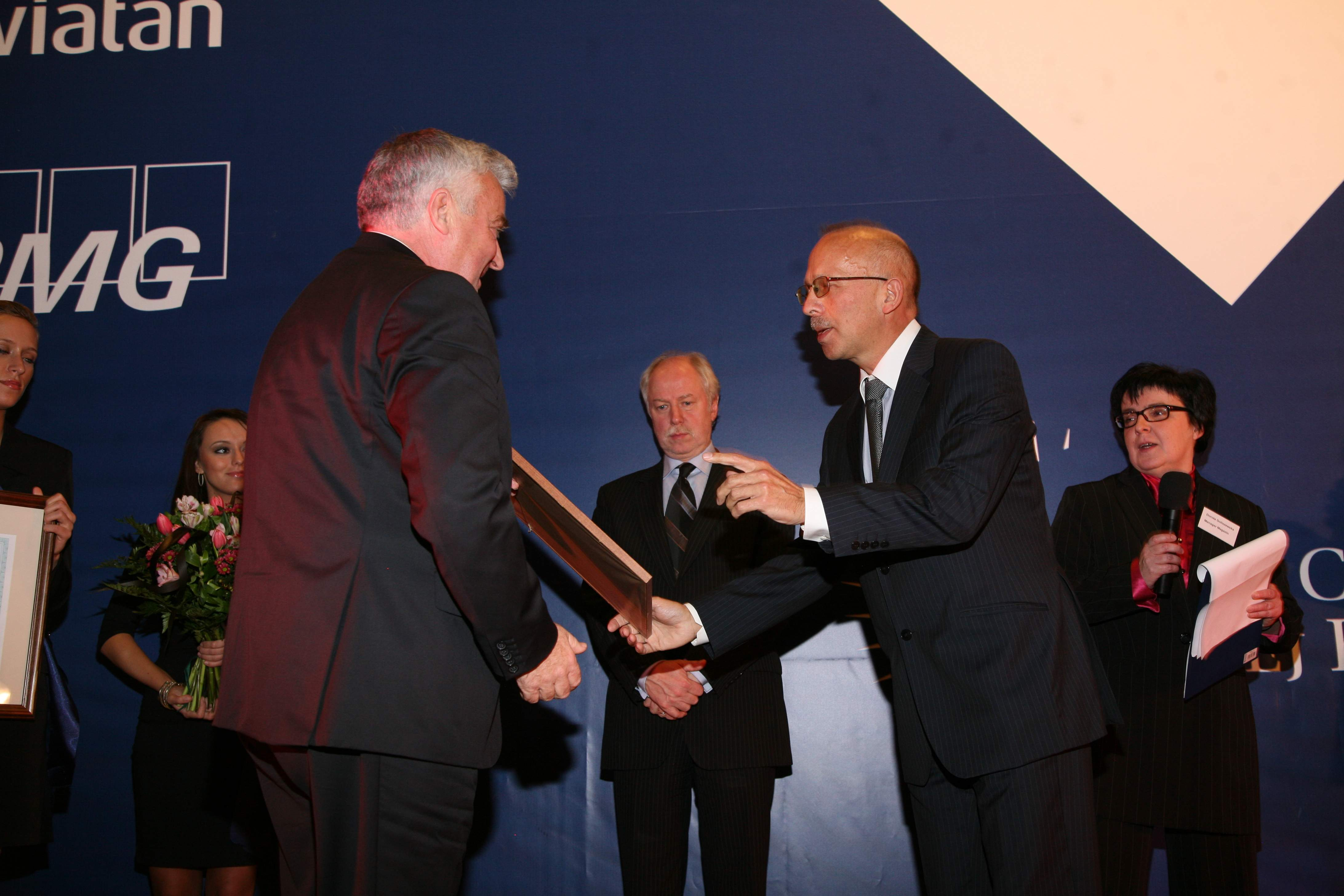
Aufnahme des ehemaligen Präsidenten der Warschauer Börse Wiesław Rozłucki in die Galeria Chwały

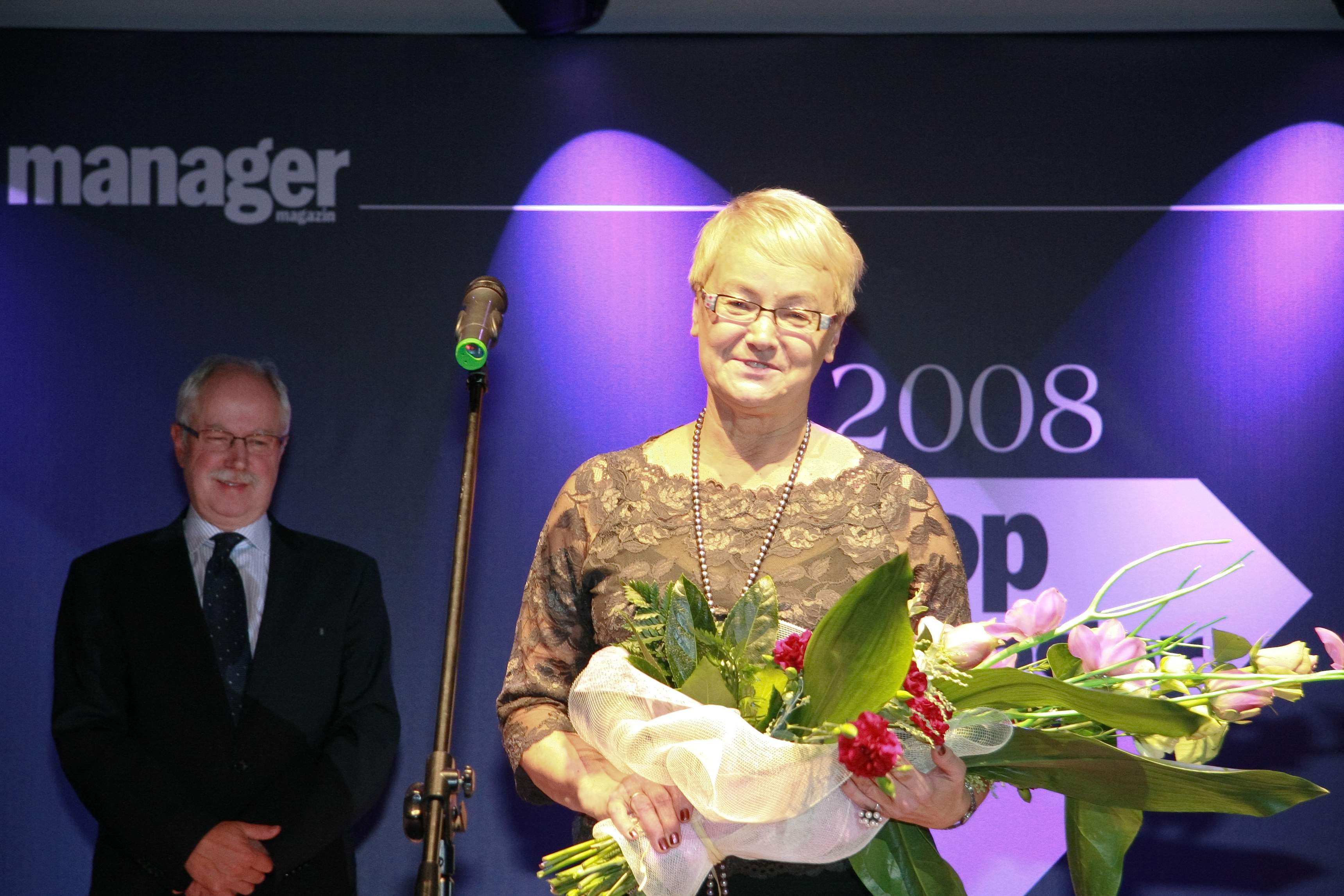
Preisträgerin und neues Mitglied der Galeria Chwaly im Jahr 2008 wurde die Arbeitgeber-Chefin Henryka Bochniarz

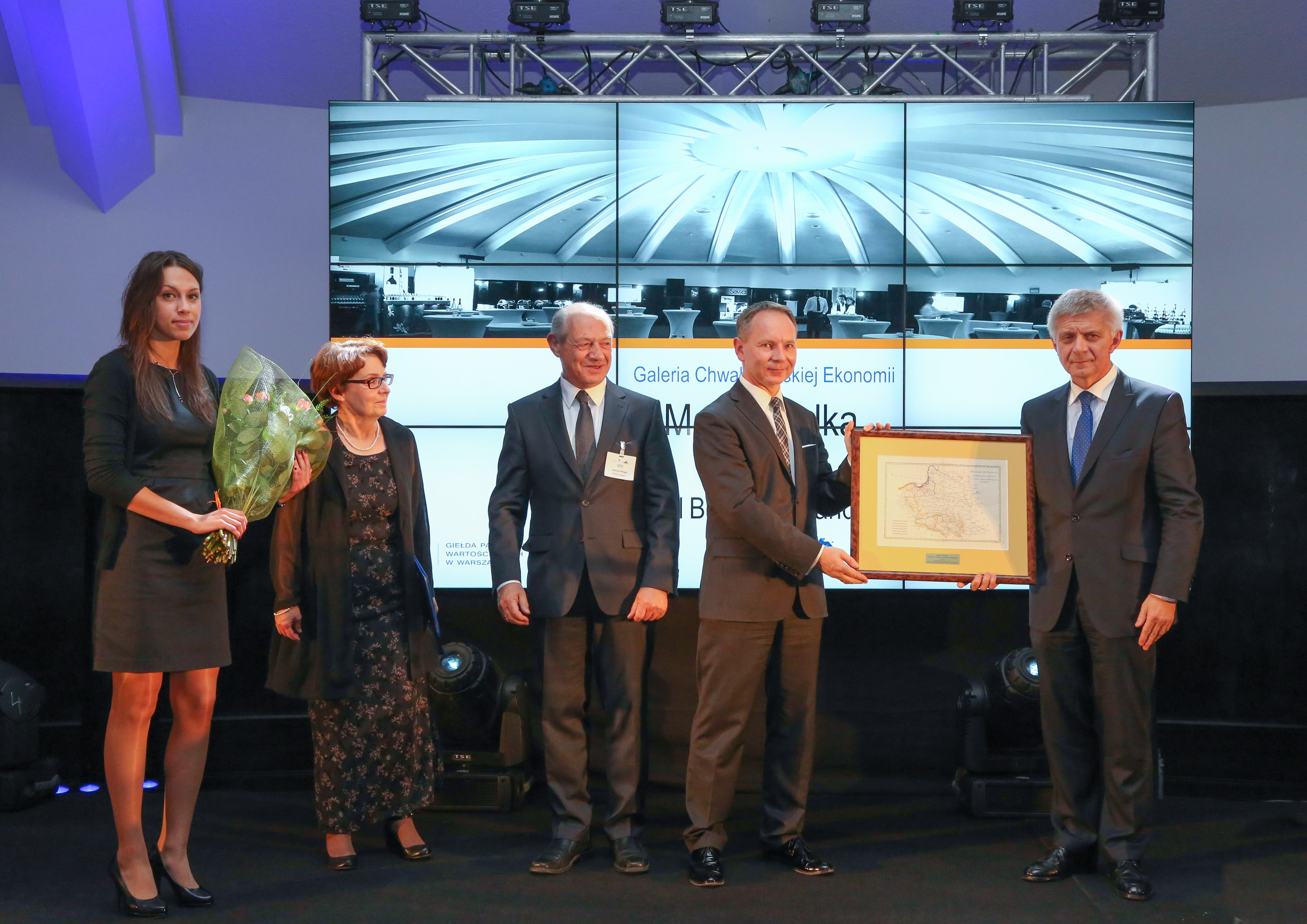
Verleihung 2013, vlnr.: Dorota Goliszewska, Henryk Orfinger, Adam Maciejewski, Marek Belka

## Geschichte
Im Jahr 2005 stiftete polnische Manager Magazin, eine Lizenzausgabe der gleichnamigen deutschen Zeitschrift Manager Magazin ein Pendant zur deutschen Hall of Fame, die Galeria Chwały Polskiej Ekonomii (übersetzt: Ehrenhalle der polnischen Ökonomie). Mit der Aufnahme in diese Ehrenhalle wurde einmal jährlich ein bedeutender polnischer Volkswirt für sein Lebenswerk und entsprechende Leistungen um die polnische Volkswirtschaft ausgezeichnet. Im Jahr 2012 übernahm der Verband der polnischen Finanzdirektoren Finexa (Stowarzyszenie Dyrektorów Finansowych Finexa) diesen Preis und gliederte die Verleihung in seinen Jahreskongress ein. Mit der Übernahme der Auszeichnung wurde eine neue Jury zusammengestellt.

## Träger und Jury
Die Ehrenhalle wird seit Ende 2012 vom polnischen Finanzdirektorenverband getragen.
Die vom Träger beauftragte Jury setzt sich aus acht Persönlichkeiten des öffentlichen Lebens zusammen:
- Adam Budnikowski, ehemaliger Rektor der Handelshochschule Warschau
- Paweł Domosławski, Präsident des Finanzdirektorenverbandes Finexa
- Mieczysław Groszek, Vorstandsmitglied des Verbandes polnischer Banken
- Alicja Kornasiewicz, ehemalige Vize-Ministerin im polnischen Ministerium für Staatsvermögen
- Adam Maciejewski, Vorstandsvorsitzender der Warschauer Wertpapierbörse
- Krzysztof Obłój, Ökonom und Hochschullehrer (Universität Warschau, Kożmiński-Universität)
- Henryk Orfinger, Aufsichtsratsvorsitzender des Arbeitgeberverbandes PKPP Lewiatan
- Witold Orłowski, Rektor der Business School der Technischen Universität Warschau

## Skulpturen und Künstler
Die Köpfe der Geehrten werden als Skulpturen in Bronze gefertigt und in einer öffentlichen Dauer-Ausstellung gezeigt. Die Bronzeköpfe werden in einem Maßstab von 1:1,2 auf der Basis einer Plastilin-Form hergestellt.
Der Autor der Skulpturen ist Marek Jerzy Nowakowski, ein bei Posen lebender Bildhauer. Nowakowski wurde 1963 in Bydgoszcz geboren und studierte an der heutigen Akademia Sztuk Pięknych (Akademie der schönen Künste) in Posen. Sein Diplom legte er 1993 beim Bildhauer Józef Kopczyński (1930–2006) ab.
Nowakowski ist seit 1993 auf Einzel- und Gruppenausstellungen in Polen und Deutschland vertreten. Er ist Autor von Auftragsarbeiten für Denkmäler, Preis-Skulpturen, Gedenktafeln, wie für die Międzynarodowe Targi Książki (Internationale Buchmesse in Warschau) oder die Städte Obornicki, Wolsztyn, Grodzisk Wielkopolski und Nowy Tomyśl (Denkmal von Frédéric Chopin).

## Die Ausstellung
Die auf Metall-Säulen montierten Skulpturen der Ausgezeichneten werden in der Halle der Wertpapierbörse in Warschau ausgestellt.

## Laureaten
Die bisherigen Preisträger sind:
- Leszek Balcerowicz (* 1947), Wirtschaftswissenschaftler und Politiker (Preisträger 2006)[7]
- Marek Belka (* 1952), Präsident der Polnischen Nationalbank und ehemaliger Ministerpräsident Polens (Preisträger 2013)[8]
- Henryka Bochniarz (* 1947), Präsidentschaftskandidatin 2005 und Präsidentin des polnischen Arbeitgeberverbandes (Preisträgerin 2008)[9]
- Władysław Grabski (1874–1938), polnischer Politiker (Ministerpräsident) und Ökonom (Preisträger 2005, posthum)
- Eugeniusz Kwiatkowski (1888–1974), polnischer Politiker und Ökonom (Preisträger 2005, posthum)
- Wiesław Rozłucki (* 1947), Präsident der Warschauer Börse von 1991 bis Herbst 2006 (Preisträger 2007)